# Veiligheidsschoen

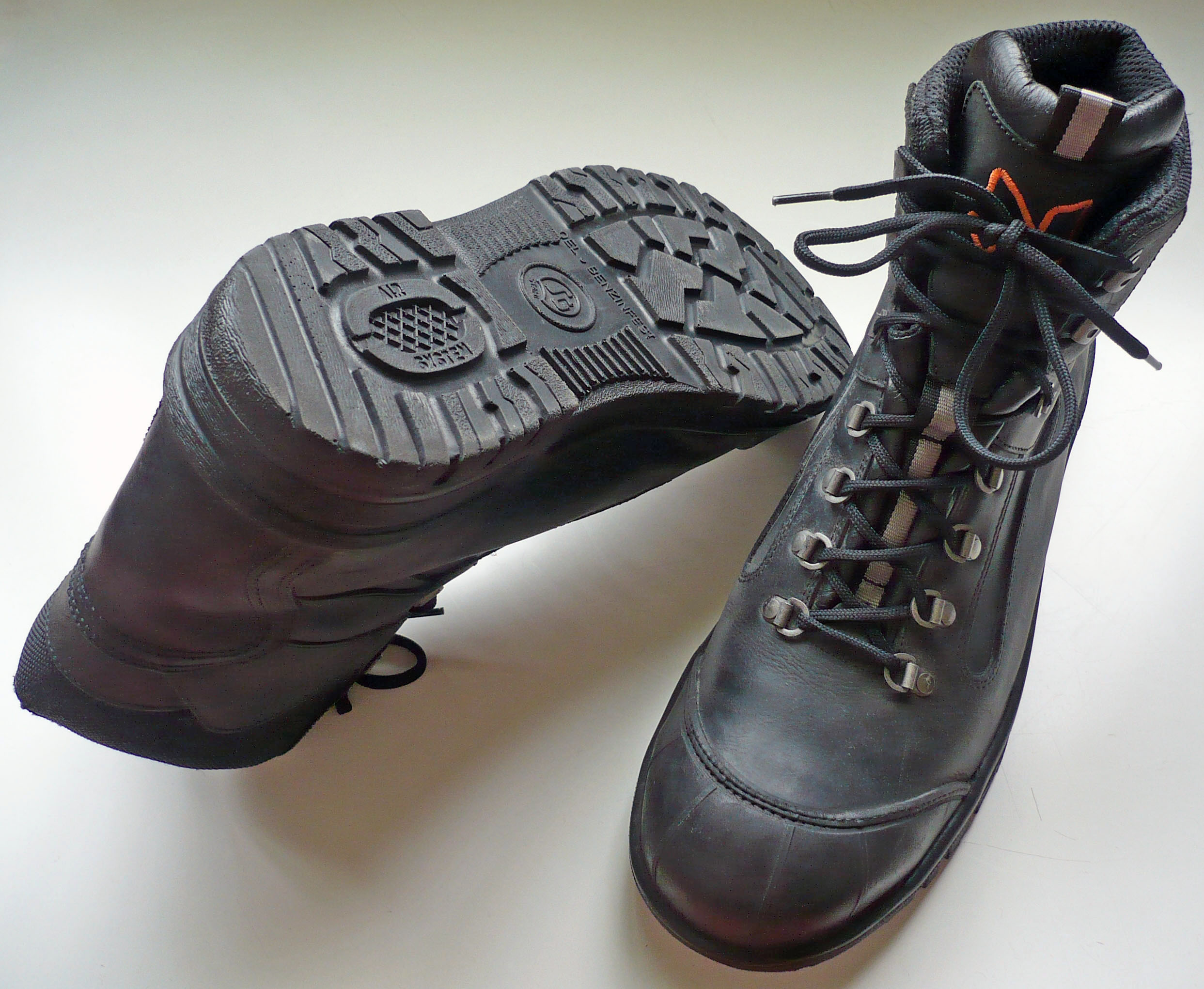
Een paar veiligheidsschoenen van klasse S3.

Een veiligheidsschoen is speciaal vervaardigd schoeisel dat gedragen wordt ter bescherming van de voeten.

## Beschrijving
Veiligheidsschoenen zijn voorzien van verharde (staal of kunststof) neuzen en tussenzool (optioneel) om zo de voet te beschermen tegen beschadiging. Veiligheidsschoenen zijn er in vele uitvoeringen, al naargelang de eisen die er aan gesteld worden. Er zijn ook veiligheidsschoenen die eruitzien als gewone schoenen. Deze combineren eigenschappen zoals een beschermende neus en (tussen)zool met het uiterlijk van een gewone schoen.

## Veiligheidsnormen
Afhankelijk van het soort werk en het gevaar dat dit oplevert moet het type veiligheidsschoen bepaald worden. Hiervoor zijn verschillende normen opgesteld. De normen geven onder andere aan hoeveel druk de schoen moet kunnen verduren. Verder zijn er nog normen voor het al dan niet hebben van een gesloten hak, kou- en hittebestendigheid, antistatische bescherming en waterdichtheid.
In Europa wordt de EN ISO 20345:2011 (CE EN-345) norm gebruikt voor veiligheidsschoenen. Die classificeert zes niveaus van bescherming:
Alle klassen zijn voorzien van een verharde neus die 200 J kinetische energie moet kunnen opvangen, waarbij de hoogte die overblijft in de schoen ten minste 14 mm moet zijn.
| Klasse | Eisen                                                            |
| ------ | ---------------------------------------------------------------- |
| S1     | Veiligheidsneus en antistatisch, neemt energie op in de hiel.    |
| S1P    | Als S1 met een ondoordringbare tussenzool.                       |
| S2     | Als S1 met verhoogde waterafstotendheid/resistentie.             |
| S3     | Als S2 en S1P en met antislipprofiel.                            |
| S4     | Als S1 maar dan gemaakt van kunststoffen en helemaal waterdicht. |
| S5     | Als S4 en S3                                                     |

## Veiligheidsneus
De veiligheidsneus bij alle veiligheidsklassen (S1, S1P, S2, S3, S4, S5) bestaat uit een kap, die de tenen van de voet beschermt tegen een impact van 200 joule, waarbij er dan minimaal 14 mm ruimte overblijft. De materialen die voor de veiligheidsneus gebruikt kunnen worden, kunnen uit staal, aluminium, kunststof of titanium gemaakt zijn.

## Beschermende ondoordringbare tussenzool
De beschermende tussenzool, bij veiligheidsklassen S1P, S3 en S5, beschermt tegen het doordringen van scherpe voorwerpen door de zool. Deze tussenzolen kunnen gemaakt zijn van staal, kunststof, Kevlar, Lenzi, Fibre-LS, etc.

## Gebruik
Veiligheidsschoenen worden algemeen gebruikt in bedrijfstakken waar het werk risico's voor de voeten met zich meebrengt. In de industrie worden vaak veiligheidsschoenen gedragen, in de bouw zijn deze schoenen verplicht. In de theater- en de evenementenindustrie in Nederland worden technici officieel gevraagd om werkschoenen te dragen die aan de S3-norm voldoen.